# Sint-Gummaruskerk (Mechelen)

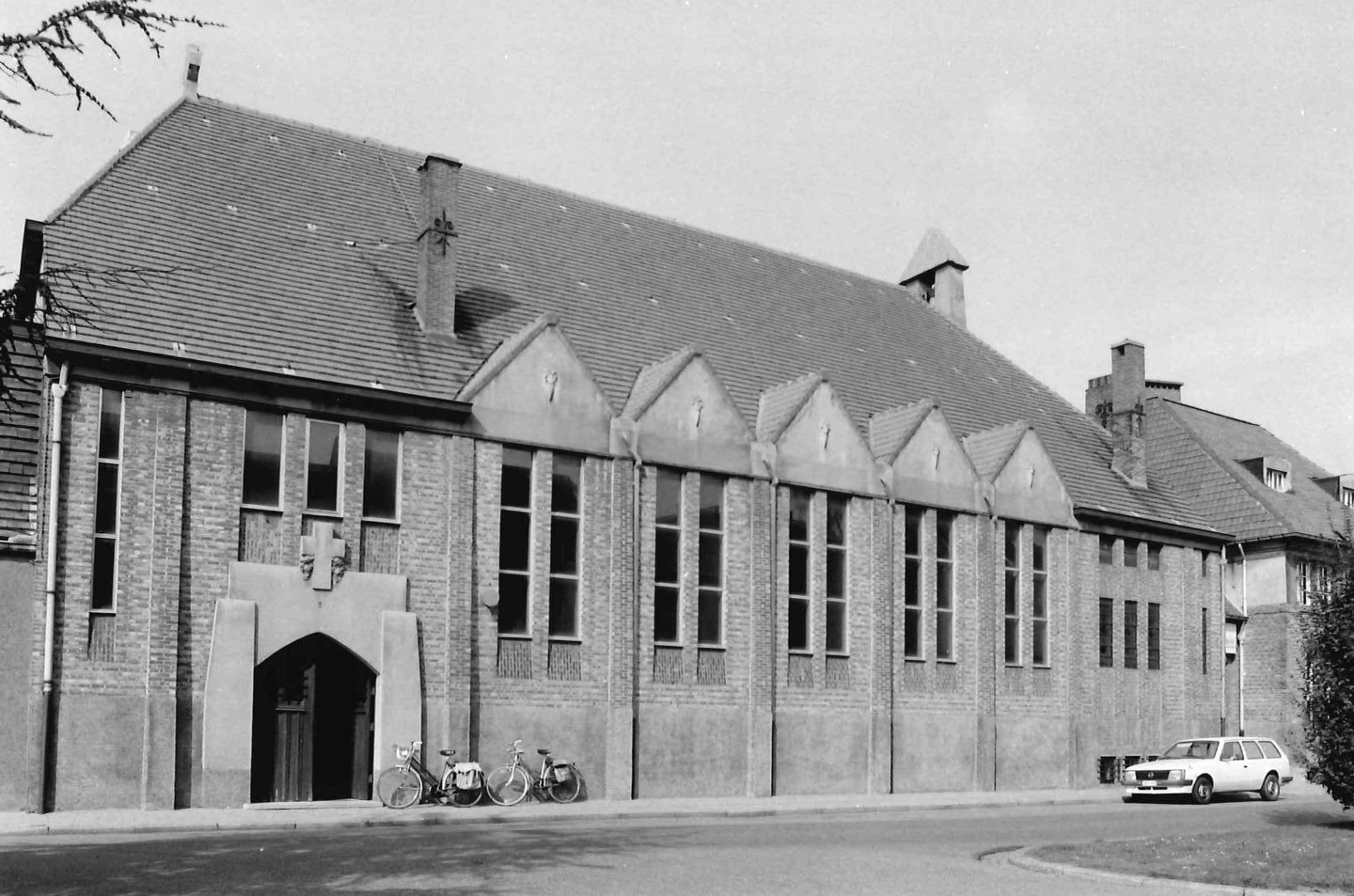
Sint-Gummaruskerk

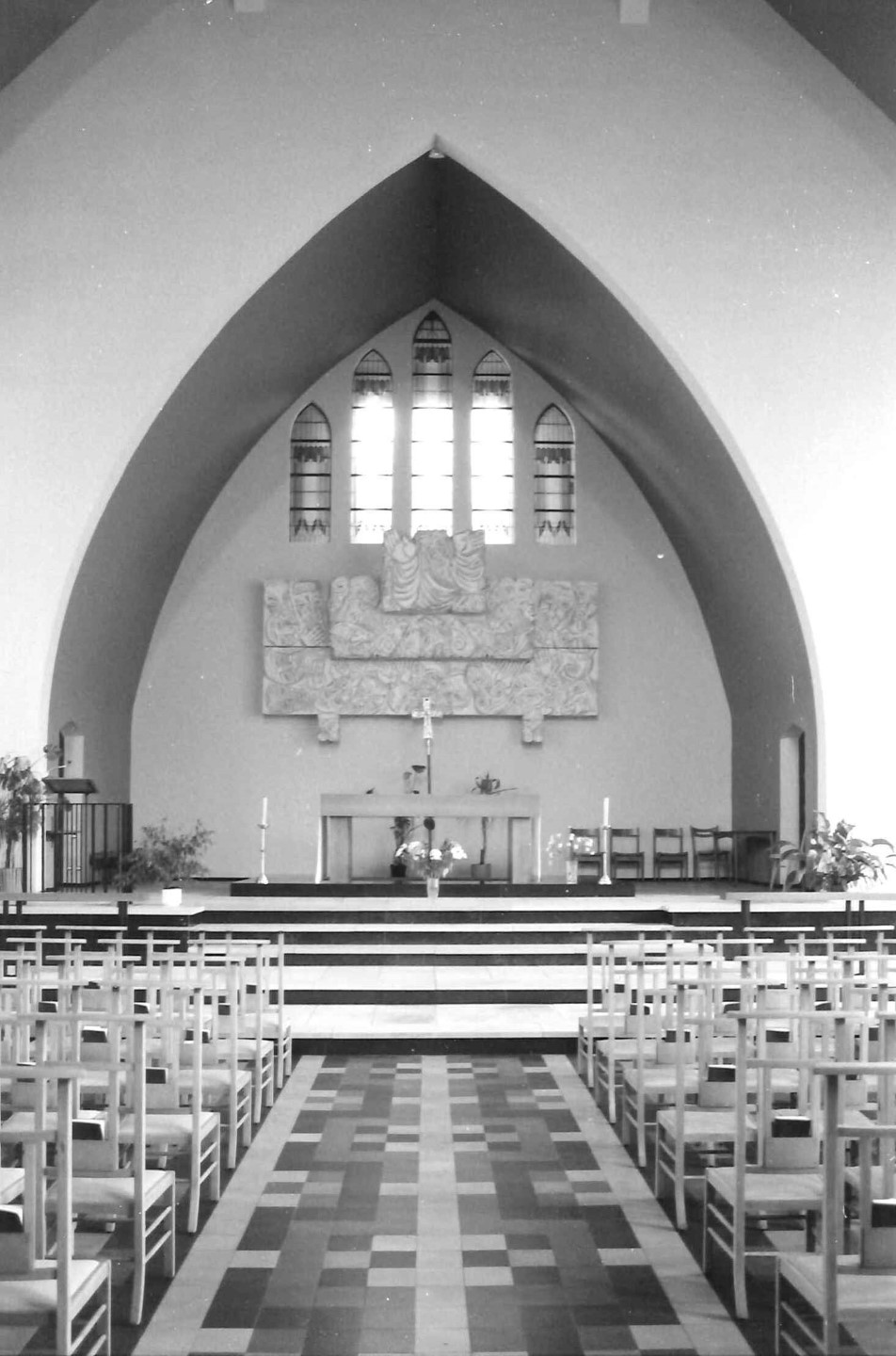
Interieur

De Sint-Gummaruskerk is een parochiekerk in de Antwerpse stad Mechelen, gelegen aan de Kerkhoflei 45.

## Geschiedenis
In 1925-1926 werd deze kerk gebouwd, samen met een meisjesschool (nummer 47) en een zusterhuis (nummer 49). Architect was Jef Huygh en de bouwstijl was art deco. In 1929 en 1952 werd de meisjesschool uitgebreid en in 1952 werd ook een jongensschool bijgebouwd.

## Gebouwen
De kerk is een zaalkerk op rechthoekige plattegrond. Het gebouw is uitgevoerd in beton met een gevelbekleding in art decostijl.
Van het zusterhuis is van belang de keperboogvormige ingang.